# Liber antiquitatum biblicarum
Il Liber antiquitatum Biblicarum è un antico manuale di storia biblica da Adamo a Saul, attribuito pseudoepigraficamente a Filone d'Alessandria (I secolo d.C.). L'opera sarebbe stata redatta in lingua ebraica da un ebreo di cultura farisaica vivente in Palestina indicato come Pseudo-Filone; fu poi tradotta in lingua greca mentre nel XVI secolo ne fu pubblicata la versione in latino, l'unica che ci è pervenuta. 
Sulla data di composizione non c'è accordo tra gli studiosi. Secondo alcuni, fra cui il professor Daniel J. Harrington, l'opera fu scritta prima del 70 d.C., mentre altri studiosi, tra cui il professor Howard Jacobson, ritengono l'opera un prodotto della seconda metà del II secolo d.C., da collocarsi, probabilmente, durante il regno dell'imperatore Adriano.    
Una delle edizioni moderne è stata curata da Guido Kisch: Pseudo-Philo's Liber Antiquitatum Biblicarum, Notre Dame, Indiana, 1949.